# Leporinus muyscorum
Leporinus muyscorum är en fiskart som beskrevs av Steindachner, 1900. Leporinus muyscorum ingår i släktet Leporinus och familjen Anostomidae. Inga underarter finns listade i Catalogue of Life.